# Ostermundigen
Ostermundigen (Bernduits: Oschtermundige of Mundige) is een gemeente en plaats in het Zwitserse kanton Bern, en maakt deel uit van het district Bern-Mittelland.
Ostermundigen telt 16.185 inwoners.

## Zonen en dochters
- Ursula Andress, actrice, werd in 1936 in Ostermundigen geboren
- Hermann Hesse, schrijver en Nobelprijswinnaar, woonde vanaf 1912 een paar jaar in Ostermundigen
- Michelle Hunziker, presentatrice, groeide op in Ostermundigen
- Ernst Nobs, van 1943 tot 1951 lid van de Zwitserse bondsraad, was hier een paar jaar leraar
- Fabian Cancellara, wereldkampioen tijdrijden in 2006, groeide in Ostermundingen op.

Allmendingen · 
Arni · 
Bäriswil · 
Belp · 
Bern · 
Biglen · 
Bleiken bei Oberdiessbach · 
Bolligen · 
Bowil · 
Bremgarten bei Bern · 
Brenzikofen · 
Deisswil bei Münchenbuchsee · 
Diemerswil · 
Ferenbalm · 
Fraubrunnen · 
Frauenkappelen · 
Freimettigen · 
Gelterfingen · 
Gerzensee · 
Grosshöchstetten · 
Guggisberg · 
Gurbrü · 
Häutligen · 
Herbligen · 
Iffwil · 
Ittigen · 
Jaberg · 
Jegenstorf · 
Kaufdorf · 
Kehrsatz · 
Kiesen · 
Kirchdorf · 
Kirchlindach · 
Köniz · 
Konolfingen · 
Kriechenwil · 
Landiswil · 
Laupen · 
Linden · 
Mattstetten · 
Meikirch · 
Mirchel · 
Moosseedorf · 
Mühleberg · 
Mühledorf · 
Münchenbuchsee · 
Münchenwiler · 
Münsingen · 
Muri bei Bern · 
Neuenegg · 
Niederhünigen · 
Niedermuhlern · 
Noflen · 
Oberbalm · 
Oberdiessbach · 
Oberhünigen · 
Oberthal · 
Oppligen · 
Ostermundigen · 
Riggisberg · 
Rubigen · 
Rüeggisberg · 
Rüschegg · 
Schlosswil · 
Schwarzenburg · 
Stettlen · 
Tägertschi · 
Thurnen · 
Toffen · 
Trimstein · 
Urtenen-Schönbühl · 
Vechigen · 
Wald · 
Walkringen · 
Wichtrach · 
Wiggiswil · 
Wileroltigen · 
Wohlen bei Bern · 
Worb · 
Zäziwil · 
Zollikofen · 
Zuzwil
- Gemeinsame Normdatei: 4268538-2
- Historisch woordenboek van Zwitserland: 000221
- Library of Congress Control Number: n92104996
- MusicBrainz: 7cc1f3e0-88a2-49da-8c3e-06e708f26576
- Nationale Bibliotheek van Israël: 987007533142705171
- Virtual International Authority File: 159590504
- WorldCat: E39PBJfWWR9ggKJRPvGwXjBwYP